# El Feidh
El Feidh (em árabe: الفيض) é uma cidade e comuna localizada na província de Biskra, Argélia. Segundo o censo de 2008, a população total da cidade era de 12 602 habitantes.